# Díogenés z Seleukeie
Diogenes z Seleukeie (asi 240, Seukeia v Babylonii – 150 př. n. l.), též zvaný Babylonský byl řecký filozof, představitel stoické školy, žák Chrýsippa ze Soloi.
Roku 156 – 5 přišel spolu s peripatetikem Kritolaem z Fasélidy a Karneadem (kterého prý vyučoval v dialektice) do Říma, kde se zasloužil o popularizaci stoicismu mezi římskou aristokracií. Napsal několik spisů: o dialektice, o hlase, o urozenosti, o zákonech atd. Učil, že duše sídlí v srdci a život duševní je podmíněn oběhem krve. Přemýšlel a psal o vzniku a povaze hlasu, jejž považoval za náraz vzduchu. Jako duše člověka obkličuje, tak prý i bůh celý svět objímá. Pochyboval o závěrečném shoření světa, o dobru tvrdil, že je absolutní a samo v sobě poznatelné. Zabýval se i astrologií a divinací. Jeho nejvýznamnějším žákem byl Panaitios.